# Генрих III (граф Горицы)

Графство Горица на карте Юго-Восточной Германии XII века (между Аквилеей и Крайной).

Генрих III (нем. Heinrich III. von Görz; не позднее 1274 — 1323) — граф Горицы (Горицкая династия) в Германо-римской империи, сын Альберта I фон Гёрц и его жены Ефемии Силезско-Глоговской.

## История
Генрих III после смерти своего отца (1304 год) унаследовал его владения в Фриуле, Истрии, Крайне и Каринтии, а его брат, младший сын Альберта I — Альберт II получил только Пустерталь и некоторые земли в Фриуле, но тоже носил титул графа Горицы (однако его подпись на документах того времени отсутствует). В 1307 году Генрих III также уступил ему фогство в аббатстве Мильштатт.
В 1308 году братья унаследовали часть владений графов фон Хиршберг.
В 1310 году Генрих III прекратил многолетнюю вражду с патриархами Аквилеи и был назначен генерал-капитаном патриархата с выплатой ежегодного вознаграждения.
С 1320 года имперский викарий Тревизанской марки и подеста Триеста.

## Семья
Генрих III был женат дважды. 
- Первая жена (1297 год) — Беатриса (ум. 1321 году), дочь Герардо да Камино, дети:
  - Мейнхард V (ум. 1318 году), титулярный граф Горицы.
  - Агнесса, замужем за кем-то из Скалигеров.
- Вторая жена (1321 год) — Беатриса, дочь Стефана I, герцога Нижней Баварии, дети: 
  - сын  Иоганн Генрих IV (1322—1338).